# 朱宝 (明朝宦官)
朱宝（？年—1567年），号谦斋，广东人，嘉靖时期的內官監太监。

## 生平
正德九年，选入内廷；9月，为乾清宫近侍。
嘉靖元年，入内书馆学习。
嘉靖十一年，入司礼监。
嘉靖十四年，为乾清宫司房书篆。
嘉靖十五年，升长随；8月，升奉御。
嘉靖十六年，升內官監右监丞。
嘉靖十八年，升內官監右少监、左少监。
嘉靖十九年，任內官監太监。
嘉靖二十年，赏赐飞鱼。
嘉靖二十一年，赏赐斗牛。
嘉靖二十二年，赏赐蟒衣。
嘉靖二十七年，赏赐玉带。
嘉靖三十三年，随朝捧剑。
隆庆元年，乞退；7月，去世。